# Viscosia filiformis
Viscosia filiformis is een rondwormensoort uit de familie van de Oncholaimidae.